# Hexaborur de calci
L'hexaborur de calci (de vegades també anomenat borur de calci) és un compost inorgànic de calci i bor amb fórmula química CaB₆. És un material important degut a la seva conductivitat elèctrica alta, gran duresa, gran estabilitat química, i punt de fusió elevat. Té aparença de pols negra, llustrosa, químicament inerta amb una densitat baixa. Té l'estructura cúbica típica dels hexaborurs de metalls, amb vuit unitats octaèdriques de sis àtoms de bor cada una que formen una estructura cúbica al voltant d'un àtom de calci. Tant el CaB₆ pur com el dopat amb lantani tenen unes propietats ferromagnètiques dèbils, fet important perquè ni el calci ni el bor són magnètics, ni tampoc tenen les capes d'electrons internes 3d o 4f, les quals són normalment requerides per a la presència de ferromagnetisme.

## Propietats
El CaB₆ ha estat investigat degut a la seva varietat de propietats físiques inusuals, com la superconductivitat, la fluctuació de valència i l'efecte Kondo. Tanmateix, la propietat més destacable del CaB₆ és el seu ferromagnetisme. Ocorre inesperadament a temperatura alta (600 K) i amb un moment magnètic baix (per sota de 0.07 {\displaystyle \mu _{\mathrm {B} }} per àtom). L'origen d'aquest ferromagnetisme a temperatura alta és atribuït a la fase ferromagnètica d'un núvol electrònic diluït, al presumpte estat excitònic del borur de calci, o a les impureses externes en la superfície de la mostra. Les impureses podrien incloure ferro i níquel, probablement provinents de les impureses presents en el bor fet servir per a preparar la mostra.
El CaB₆ és insoluble en aigua, metanol, i etanol i es dissol a poc a poc en àcids. La seva duresa d'indentació és de 27 GPa, la duresa de Knoop és de 2600 kg/mm², el mòdul d'elasticitat és de 379 GPa, i la resistivitat elèctrica és més gran que 2·10¹⁰ Ω·m per als cristalls purs. El CaB₆ és un semiconductor amb una banda prohibida estimada d'1.0 eV. La baixa, semiconductivitat metàl·lica de moltes mostres de CaB₆ pot ser explicada degut a la presència involuntària d'impureses i a un possible pèrdua de l'estequiometria CaB₆.

## Estructura
L'estructura cristal·lina de l'hexaborur de calci és un enreixat cúbic amb calci al centre de la cel·la i amb octaedres compactes i regulars d'àtoms de bor enllaçats mitjançant enllaços B-B al vèrtexs formant una xarxa de bor tridimensional. Cada calci té 24 àtoms de bor al seu voltant. Els àtoms de calci són arranjats en un empaquetant cúbic senzill de manera que hi ha forats entre els grups de vuit àtoms de calci situats als vèrtexs d'un cub. L'estructura cúbica senzilla és ampliada per la introducció de grups B₆ octaèdrics resultant en una estructura del tipus CsCl formada per calci i grups d'hexaborurs. Una altra manera de descriure l'estructura de l'hexaborur de calci és imaginant que un ió metàl·lic, en aquest cas Ca2+, i anions polimèrics octaèdrics B₆2− en una estructura del tipus CsCl en què els àtoms de calci ocupen el llocs del Cs i el octaedres B₆ ocupen en el llocs Cl. La longitud de l'enllaç Ca-B és de 3.05 Å i la de l'enllaç B-B és de 1.7 Å.
Les dades obtingudes amb espectroscòpia Raman mostren que l'hexaborur de calci té tres pics a 754.3, 1121.8, i 1246.9 cm-1 a causa dels modes actius A1g, Eg, i T2g respectivament.
Les freqüències de vibració molecular observades són, en unitats de cm-1, 1270(fort) de tensió A1g; 1154 (med.) i 1125(shoulder) de tensió Eg; 526, 520, 485, i 470 de rotació F1g, 775 (fort) i 762 (shoulder) de tisoreig F2g; 1125 (fort) i 1095 (dèbil) de tisoreig F1u; 330 i 250 de translació F1u; i 880 (med.) i 779 de tisoreig F2u.

## Preparació
- Una de les reaccions més emprades per a la producció industrial és:[5]

CaO + ₃ B₂O₃ + 10 Mg → CaB₆ + 10 MgO
Altres mètodes de producció del CaB₆ són:
- Reacció directa amb calci o òxid de calci i bor a 1000 °C

Ca + 6 B → CaB₆
- Reaccionar Ca(OH)₂ amb bor en el buit a uns 1700 °C[11]

Ca(OH)₂ +7 B → CaB₆ + BO(g) + H₂O(g)
- Reaccionar carbonat de calci amb carbur de bor en el buit a uns 1400 °C
- Reaccionar CaO, H₃BO₃ i Mg a 1100 °C.[4]
- Síntesi a temperatura baixa (500 °C)

CaCl₂ + 6 NaBH₄ → CaB₆ + 2 NaCl + 12 H₂ + 4 Na
la qual resulta en un material de qualitat relativament baixa.
- Per produir cristalls individuals de CaB₆ purs, p. ex., per utilitzar com a material de càtode, la pols de CaB₆ obtinguda és recristal·litzada i purificada. L'índex de creixement típic és de 30 cm/h i la mida dels cristalls d'aproximadament 1x10 cm.[11]
- Els nanofils formats per cristalls individuals de CaB₆ (diàmetre 15–40 nm, longitud 1–10 micrometres) poden ser obtingut per piròlisi de diborà (B2H6) sobre pols d'òxid de calci (CaO) a 860–900 °C, en presència de Ni com a catalitzador.[6]

## Usos
L'hexaborur de calci es fa servir en la fabricació d'aliatges d'acer que continguin bor i com a agent desoxidant en la producció de coure lliure d'oxigen. Aquest últim mètode resulta en una conductivitat més alta que el coure desoxidant amb fòsfor convencional a causa de la solubilitat baixa del bor en coure. El CaB₆ també es pot servir com a material en condicions de temperatura alta i també com a protecció de superfície, abrasius, eines, i material resistent al desgast.
El CaB₆ és altament conductor, té una baixa funció de treball, i per això es pot fer servir com a material de càtode a altes temperatures. Quan es fa servir a temperatura elevada, l'hexaborur de calci s'oxida i les seves propietats van minvant, i també s'escurça la seva vida útil.
El CaB₆ és també un candidat prometedor per materials termoelèctrics de tipus n, perquè el seu factor de potència és més gran que o comparable a aquell dels materials termoelèctrics comuns com ara el Bi₂Te₃ i el PbTe.

## Mesures preventives
L'hexaborur de calci irrita els ulls, la pell, i el sistema respiratori. Aquest producte hauria de ser manejat amb protecció ocular i roba apropiats. Sempre s'ha d'evitar el contacte de l'hexaborur de calci amb aigua.